# الصبرية (النادرة)

تعديل مصدري - تعديل

الصبرية محلة تابعة لقرية جرانة، التابعة لعزلة الفجرة بمديرية النادرة إحدى مديريات محافظة إب في الجمهورية اليمنية، بلغ تعداد سكانها 26 حسب تعداد اليمن لعام 2004.